# Cardamine yezoensis
Cardamine yezoensis är en korsblommig växtart som beskrevs av Carl Maximowicz. Cardamine yezoensis ingår i släktet bräsmor, och familjen korsblommiga växter. Inga underarter finns listade i Catalogue of Life.